# Burgervlotbrug
Burgervlotbrug is een dorp in de gemeente Schagen in de Nederlandse provincie Noord-Holland.
In Burgervlotbrug bevindt zich nog een van de drijvende bruggen die kenmerkend zijn voor het huidige Noordhollandsch Kanaal. De naam van de plaats is daar ook van afgeleid, immers het begon als vlotbruggen voor Burgerbrug. Langzaam is er een eigen kern ontstaan. De geschiedenis is dan ook nauw verbonden aan die van Burgerbrug.
Tussen Burgervlotbrug en Petten ligt de nederzetting Mennonietenbuurt (Mennistenbuurt), naar de mennonieten die zich daar in de achttiende eeuw vestigden. De voormalige doopsgezinde kerk in het dorp is gebouwd in 1869, en is thans gedeeltelijk woonhuis.
Aan de Molenweg staat de windmolen Molen L-Q, die vroeger de polder bemaalde.
In de eerste helft van 2009 is het Windpark Burgervlotbrug gebouwd, welke langs de Noordhollandsch Kanaal staat tussen Burgervlotbrug en Sint Maartensvlotbrug. Dit nieuwe windmolenpark is bedoeld als aanvulling voor het al bestaande Windpark Zijpe, dat tussen Burgervlotbrug en Zijpersluis ligt, aan beide zijden van het kanaal.